# Aleksei Pugin
Aleksei Anatolyevich Pugin (tiếng Nga: Алексей Анатольевич Пугин; sinh ngày 7 tháng 3 năm 1987) là một cầu thủ bóng đá người Nga. Anh thi đấu cho F.K. Tom Tomsk.